# Византијско мрачно доба
Термин византијско мрачно доба је историографски термин за период у историји Источноримског (византијског) царства, током 7. и 8. века, који означава прелаз између касноантичког рановизантијског периода и „средњовековног“ средњевизантијског доба. „Мрачно доба“ карактеришу распрострањени преокрети и трансформација византијске државе и друштва, што је резултирало оскудицом историјских извора.

## Пропаст
Седми век је био прекретница у историји Византијског царства. На свом почетку, Источно римско царство је још увек контролисало већину обала Медитеранског басена и суочавало се са Сасанидским царством као главним ривалом на Истоку. Пад Западног римског царства нарушио је овај традиционални поредак, и упркос ратовима за поновно освајање цара Јустинијана I у 6. веку, многи од територија које је освојио у Италији и Шпанији брзо су напуштене. Али то је још увек био препознатљив касноантички свет којим је доминирало Римско царство, са Медитераном као централном географском тачком и градовима као главном друштвеном и економском јединицом.
Последњи византијско-сасанидски рат ослабио је државу, али су је муслиманска освајања у 7. веку заувек разбила. Новонастали калифат не само да је био далеко моћнији и опаснији него што је Персија икада била, већ је и разбио политичко јединство медитеранског света и померио центар моћи на исток, прво у Дамаск, а затим у Багдад. Византија је остала територијално осакаћена, сведена на статус периферне силе и у сталној одбрани од освајача са свих страна.

## Реформе
Ова криза је довела до дубоких промена у природи и култури византијске државе; промене на унутрашњем плану нису биле завршена све до 9. века, када је притисак муслимана на Царство ослабио. Византијска држава након завршетна реформи „била је империја и култура усредсређена на цара и престоницу“ Такође је била много милитаризованија: цивилну касноантичку административну структуру, коју су успоставили Диоклецијан и његови наследници, замениле су теме, од којих је сваки управљао војни командант (strategos, „генерал“). Тако је укинута крута разлика између цивилне и војне хијерархије, која је била обележје касноантичког система. Са територијалним губицима који су Царство свели на његове основне територије у Анадолији и деловима Балкана, администрација је поједностављена, при чему је централна влада у суштини апсорбовала стару провинцијску администрацију преторских префектура у централизовану хијерархију. У том процесу, неколико великих бирократских одсека из касноантичког периода замењено је низом мањих, уже фокусираних фискалних бироа, који су сви били приближно једнаког статуса. Друга промена је била да је грчки такође коначно заменио латински као језик администрације током овог периода.
Муслиманска освајања, заједно са словенским миграцијама у југоисточну Европу отприлике у исто време, резултирала су сломом касноантичког друштвеног поретка. У неким случајевима, градови су сведени на мала утврђена насеља, истакнута углавном као одбрамбени бастиони и тржни центри; византијска престоница, Константинопољ, остала је веома насељена. Провинцијална аристократија је опадала; нестале су канцеларије као што су декуриони градова а са њима и политичке функције земљопоседничке аристократије. Велики земљопоседници касне антике били су упропашћени сталним инвазијама, а они који су преживели изгледа да су напустили градове на утврђена сеоска имања. Многа провинцијска аристократија током овог периода успелијеу да задрже - или стекне своје позиције кроз вршење функција у темама.
Образовање је у овом периоду претрпело тежак ударац. Неки облик високог образовања је још увек био доступан у престоници; приватно образовање је и даље било доступно за богате, али је његово стицање било много теже. Конкретно, образовање из области римског права, које је било основа за јавну каријеру, претрпело је нагли пад, потпомогнуто чињеницом да је предавање права традиционално вршила мала групе углавном паганских професора. Бројчано и квалитативно пропадање образоване класа имало је за последицу и пад броја произведених филолошких дела, јер је заинитересованост за таква дела била мала и све мања из године у годину. Уметност и архитектура су такође опали. Многи каменоломи су били напуштени. Осим утврђења — која су често изведена прилично на брзину — скоро све грађевинске активности су престале током овог периода.

## Историјски извори
Византијских извора о овом периоду има мало и углавном су настали након историјског периода. Није познат византијски историјски извор од краја последњег великог византијско-сасанидског рата око 630. године па све до касног 8. века, када је Нићифор I Цариградски написао Кратку историју, а неколико деценија касније је Теофан Исповедник написао Хронику. Административни и правни извори су такође оскудни, са јединим изузецима „Закон о пољопривредницима“ и „Закон о Родском мору“. Велики део информација за овај период је изведен из невизантијских извора: арапски историчари, јерменски и сиријски извори са периферије Царства, иако су многи извори такође настали након догађаја које описују. Богословска дела су изузетак од шире присутне оскудности извора, али опет, због опадања образованих слојева у самој Византији, већина их је написана на периферији Царства или у земљама под контролом калифата, док су дела из Цариграда скоро потпуно изостала.